# Okayplayer
Okayplayer (zapisywane jako okayplayer) – założona przez muzyka hip-hopowego Ahmira Thompsona w 1999 roku społeczność muzyków i artystów tego gatunku oraz strona internetowa poświęcona czarnej muzyce i kulturze miejskiej (urban culture). Z czasem Okayplayer został poszerzony o Okayafrica (portal poświęcony muzyce afrykańskiej), Okayfuture (muzyka elektroniczna), LargeUp (muzyka karaibska) i Revivalist (jazz), o Okayplayer TV, sklep internetowy oraz wytwórnię muzyczną Okayplayer Records.
Okayplayer jest oficjalnym organizatorem corocznych imprez Okayplayer Holiday Party (od 2007 roku; w grudniu) oraz The Roots Picnic (od 2008 roku).

## Wybrani artyści związani z Okayplayer
- Erykah Badu
- Common
- D’Angelo
- Flying Lotus
- Talib Kweli
- Yasiin Bey
- Nas
- Nneka
- Frank Ocean
- Q-Tip
- The Roots
- Jill Scott
- Shaggy
- Saul Williams